# دامان (قندهار)
دامان (به لاتین: Daman) یک منطقهٔ مسکونی در افغانستان است که در ولسوالی دامان واقع شده‌است. دامان ۱٬۰۳۷ متر بالاتر از سطح دریا واقع شده‌است.